# Chicago Bulls 1991-1992
La stagione 1991-92 dei Chicago Bulls fu la 26ª nella NBA per la franchigia.
I Chicago Bulls vinsero la Central Division della Eastern Conference con un record di 67-15. Nei play-off vinsero il primo turno con i Miami Heat (3-0), la semifinale di conference con i New York Knicks (4-3), la finale di conference con i Cleveland Cavaliers (4-2), vincendo poi il titolo battendo nella finale NBA i Portland Trail Blazers (4-2).
I Bulls 1991-1992 sono stati inseriti nel 1996 tra le 10 migliori squadre della storia NBA.

## Classifica
| Squadra             | V  | P  | %    | GB |
| ------------------- | -- | -- | ---- | -- |
| Chicago Bulls C     | 67 | 15 | 81,7 | -  |
| Cleveland Cavaliers | 57 | 25 | 69,5 | 10 |
| Detroit Pistons     | 48 | 34 | 58,5 | 19 |
| Indiana Pacers      | 40 | 42 | 48,8 | 27 |
| Atlanta Hawks       | 38 | 44 | 46,3 | 29 |
| Milwaukee Bucks     | 31 | 51 | 37,8 | 36 |
| Charlotte Hornets   | 31 | 51 | 37,8 | 36 |

## Roster
| \| Pos. \| Num. \| Naz. \| Nome \| Altezza \| Peso \| Data nascita \| Provenienza \| \| ---- \| ---- \| ---- \| ------------------- \| ------- \| ------ \| ------------ \| -------------------- \| \| G \| 10 \| \| Armstrong, B.J. \| 188 cm \| 79 kg \| 09-09-1967 \| Iowa \| \| C \| 24 \| \| Cartwright, Bill \| 216 cm \| 111 kg \| 30-07-1957 \| San Francisco \| \| A/C \| 54 \| \| Grant, Horace \| 208 cm \| 111 kg \| 04-07-1965 \| Clemson \| \| G \| 20 \| \| Hansen, Bob \| 198 cm \| 86 kg \| 18-01-1961 \| Iowa \| \| G \| 14 \| \| Hodges, Craig \| 188 cm \| 86 kg \| 27-06-1960 \| Long Beach State \| \| G \| 23 \| \| Jordan, Michael (C) \| 198 cm \| 98 kg \| 17-02-1963 \| North Carolina \| \| A/C \| 21 \| \| King, Stacey \| 211 cm \| 104 kg \| 29-01-1967 \| Oklahoma \| \| A \| 53 \| \| Levingston, Cliff \| 203 cm \| 104 kg \| 04-01-1961 \| Wichita State \| \| C \| 25 \| \| Nevitt, Chuck \| 226 cm \| 98 kg \| 13-06-1959 \| North Carolina State \| \| G \| 5 \| \| Paxson, John \| 188 cm \| 84 kg \| 29-09-1960 \| Notre Dame \| \| C \| 32 \| \| Perdue, Will \| 213 cm \| 109 kg \| 29-08-1965 \| Vanderbilt \| \| G/AP \| 33 \| \| Pippen, Scottie \| 201 cm \| 100 kg \| 25-09-1965 \| Central Arkansas \| \| A \| 52 \| \| Randall, Mark \| 203 cm \| 107 kg \| 30-09-1967 \| Kansas \| \| A/C \| 42 \| \| Williams, Scott \| 208 cm \| 104 kg \| 21-03-1968 \| North Carolina \| | Allenatore - Phil Jackson Assistente/i - Johnny Bach - Jim Cleamons - Tex Winter Legenda - (C) Capitano - (FA) Free agent - (S) Sospeso - (TW) Contratto Two-way - (GL) Assegnato a squadra G League affiliata - Infortunato Roster • Transazioni · Ultima transazione: 24 giugno 1992 |                        |                     |         |        |              |                      |
| Pos. | Num. | Naz.                   | Nome                | Altezza | Peso   | Data nascita | Provenienza          |
| G | 10 | Stati Uniti (bandiera) | Armstrong, B.J.     | 188 cm  | 79 kg  | 09-09-1967   | Iowa                 |
| C | 24 | Stati Uniti (bandiera) | Cartwright, Bill    | 216 cm  | 111 kg | 30-07-1957   | San Francisco        |
| A/C | 54 | Stati Uniti (bandiera) | Grant, Horace       | 208 cm  | 111 kg | 04-07-1965   | Clemson              |
| G | 20 | Stati Uniti (bandiera) | Hansen, Bob         | 198 cm  | 86 kg  | 18-01-1961   | Iowa                 |
| G | 14 | Stati Uniti (bandiera) | Hodges, Craig       | 188 cm  | 86 kg  | 27-06-1960   | Long Beach State     |
| G | 23 | Stati Uniti (bandiera) | Jordan, Michael (C) | 198 cm  | 98 kg  | 17-02-1963   | North Carolina       |
| A/C | 21 | Stati Uniti (bandiera) | King, Stacey        | 211 cm  | 104 kg | 29-01-1967   | Oklahoma             |
| A | 53 | Stati Uniti (bandiera) | Levingston, Cliff   | 203 cm  | 104 kg | 04-01-1961   | Wichita State        |
| C | 25 | Stati Uniti (bandiera) | Nevitt, Chuck       | 226 cm  | 98 kg  | 13-06-1959   | North Carolina State |
| G | 5 | Stati Uniti (bandiera) | Paxson, John        | 188 cm  | 84 kg  | 29-09-1960   | Notre Dame           |
| C | 32 | Stati Uniti (bandiera) | Perdue, Will        | 213 cm  | 109 kg | 29-08-1965   | Vanderbilt           |
| G/AP | 33 | Stati Uniti (bandiera) | Pippen, Scottie     | 201 cm  | 100 kg | 25-09-1965   | Central Arkansas     |
| A | 52 | Stati Uniti (bandiera) | Randall, Mark       | 203 cm  | 107 kg | 30-09-1967   | Kansas               |
| A/C | 42 | Stati Uniti (bandiera) | Williams, Scott     | 208 cm  | 104 kg | 21-03-1968   | North Carolina       |